# Distrikt Pachamarca
Der Distrikt Pachamarca liegt in der Provinz Churcampa in der Region Huancavelica im Südwesten von Zentral-Peru. Der Distrikt wurde am 23. April 1965 gegründet. Er besitzt eine Fläche von 157 km². Beim Zensus 2017 wurden 1972 Einwohner gezählt. Im Jahr 1993 lag die Einwohnerzahl bei 3358, im Jahr 2007 bei 3005. Sitz der Distriktverwaltung ist die 2730 m hoch gelegene Ortschaft Pachamarca mit 213 Einwohnern. Pachamarca befindet sich 29 km nordnordwestlich der Provinzhauptstadt Churcampa.

## Geographische Lage
Der Distrikt Pachamarca liegt im nördlichen Osten der Provinz Churcampa am Westrand der peruanischen Zentralkordillere. Die Längsausdehnung in Nord-Süd-Richtung beträgt 15 km, die Breite 14,5 km. Der Río Mantaro umfließt den Distrikt im Osten und im Norden.
Der Distrikt Pachamarca grenzt im Südosten an den Distrikt San Pedro de Coris, im Südwesten an den Distrikt Paucarbamba, im Nordwesten an den Distrikt Chinchihuasi sowie im Norden und im Osten an die Distrikte Pucacolpa und Ayahuanco (Provinz Huanta).

## Ortschaften
Im Distrikt gibt es neben dem Hauptort folgende größere Ortschaften:
- Ccoyllorpancca
- Ilipe
- Paltamarca (207 Einwohner)
- Patibamba